# Lorenzo Colombo (autocoureur)

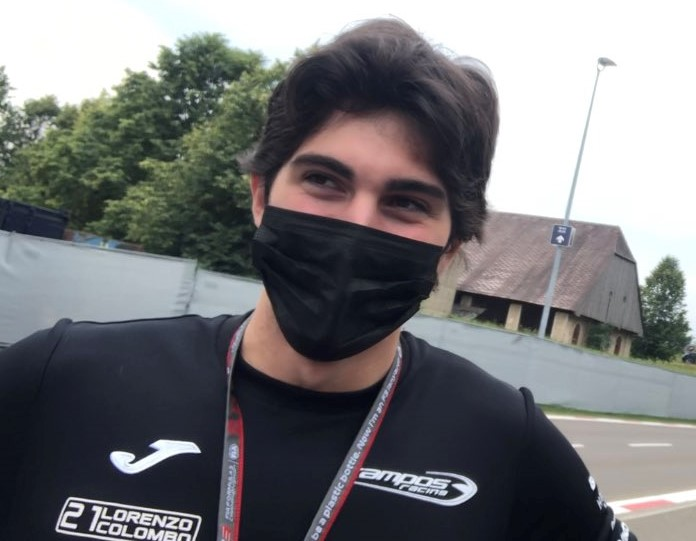
Lorenzo Colombo in 2021

Lorenzo Colombo (Legnano, 13 september 2000) is een Italiaans autocoureur.

## Autosportcarrière
Colombo begon zijn autosportcarrière in het karting in 2009 en reed voornamelijk in Italië. In 2016 debuteerde hij in het formuleracing in het Italiaanse Formule 4-kampioenschap bij het team BVM Racing. Hij kende een redelijk debuutseizoen met een podiumfinish op het Autodromo Enzo e Dino Ferrari als hoogtepunt. Met 73,5 punten werd hij twaalfde in de eindstand.
In 2017 bleef Colombo actief in de Italiaanse Formule 4, maar stapte hij over naar Bhaitech Racing. Zijn resultaten verbeterden flink en hij behaalde twee zeges op de Adria International Raceway en het Autodromo Nazionale Monza. In zes andere races stond hij op het podium. Met 223 punten werd hij achter Marcus Armstrong en Job van Uitert derde in het kampioenschap. Daarnaast reed hij in een raceweekend van het ADAC Formule 4-kampioenschap op de Red Bull Ring bij Bhaitech als gastcoureur, waarin hij een zesde en een elfde plaats behaalde. Aan het eind van het seizoen debuteerde hij in de seizoensfinale van de Euroformula Open op het Circuit de Barcelona-Catalunya bij Campos Racing als gastcoureur en eindigde de races als vijfde en zesde.
In 2018 debuteerde Colombo in de Eurocup Formule Renault 2.0 bij het team JD Motorsport. Hij behaalde vijf podiumplaatsen op Monza (tweemaal), de Red Bull Ring, de Hungaroring en het Circuit de Barcelona-Catalunya, waardoor hij met 152,5 punten zesde werd in het klassement. Tevens keerde hij dat jaar terug in de Italiaanse Formule 4 in de seizoensfinale op het Circuit Mugello bij het team R-ace GP, waar hij de races als veertiende, negende en tiende afsloot.
In 2019 reed Colombo een tweede seizoen in de Eurocup Formule Renault, maar nu voor het team MP Motorsport. Dit jaar won hij drie races, twee op het Circuit Paul Ricard en een op Spa-Francorchamps, en stond hij in vier andere races op het podium. Met 214,5 punten werd hij achter Oscar Piastri, Victor Martins en Aleksandr Smoljar vierde in het kampioenschap.
In 2020 kwam Colombo voor het derde achtereenvolgende jaar uit in de Eurocup Formule Renault, waarin hij terugkeerde naar zijn oude team Bhaitech. Hij behaalde een podiumplaats op de Nürburgring, maar moest het raceweekend op Spa-Francorchamps missen nadat hij bij een reguliere COVID-19-test een zware bloedneus opliep. Bij zijn terugkeer op het Autodromo Enzo e Dino Ferrari behaalde hij direct nog een podiumplaats, voordat hij in de laatste drie races van het seizoen wist te winnen; hij behaalde een overwinning op de Hockenheimring en twee op het Circuit Paul Ricard. Met 170 punten werd hij vijfde in de eindstand.
In 2021 maakte Colombo zijn debuut in het FIA Formule 3-kampioenschap, waarin hij uitkwam voor het team Campos Racing. Hij behaalde oorspronkelijk zijn eerste zege op de Hungaroring, maar vanwege een tijdstraf, die hij kreeg omdat hij tijdens een safetycarfase meer dan tien wagenlengtes achter de safety car reed, viel hij terug naar de zevende plaats. Op Spa-Francorchamps behaalde hij alsnog zijn enige zege van het seizoen. Met 32 punten werd hij vijftiende in het kampioenschap.